# ENOSF1
ENOSF1 (англ. Enolase superfamily member 1) – білок, який кодується однойменним геном, розташованим у людей на короткому плечі 18-ї хромосоми. Довжина поліпептидного ланцюга білка становить 443 амінокислот, а молекулярна маса — 49 786.
| 10         |  | 20         |  | 30         |  | 40         |  | 50         |
| ---------- |  | ---------- |  | ---------- |  | ---------- |  | ---------- |
| MVRGRISRLS |  | VRDVRFPTSL |  | GGHGADAMHT |  | DPDYSAAYVV |  | IETDAEDGIK |
| GCGITFTLGK |  | GTEVVVCAVN |  | ALAHHVLNKD |  | LKDIVGDFRG |  | FYRQLTSDGQ |
| LRWIGPEKGV |  | VHLATAAVLN |  | AVWDLWAKQE |  | GKPVWKLLVD |  | MDPRMLVSCI |
| DFRYITDVLT |  | EEDALEILQK |  | GQIGKKEREK |  | QMLAQGYPAY |  | TTSCAWLGYS |
| DDTLKQLCAQ |  | ALKDGWTRFK |  | VKVGADLQDD |  | MRRCQIIRDM |  | IGPEKTLMMD |
| ANQRWDVPEA |  | VEWMSKLAKF |  | KPLWIEEPTS |  | PDDILGHATI |  | SKALVPLGIG |
| IATGEQCHNR |  | VIFKQLLQAK |  | ALQFLQIDSC |  | RLGSVNENLS |  | VLLMAKKFEI |
| PVCPHAGGVG |  | LCELVQHLII |  | FDYISVSASL |  | ENRVCEYVDH |  | LHEHFKYPVM |
| IQRASYMPPK |  | DPGYSTEMKE |  | ESVKKHQYPD |  | GEVWKKLLPA |  | QEN        |

A: Аланін

C: Цистеїн

D: Аспарагінова кислота

E: Глутамінова кислота

F: Фенілаланін

G: Гліцин

H: Гістидин

I: Ізолейцин

K: Лізин

L: Лейцин

M: Метіонін

N: Аспарагін

P: Пролін

Q: Глутамін

R: Аргінін

S: Серин

T: Треонін

V: Валін

W: Триптофан

Кодований геном білок за функціями належить до ліаз, ізомераз, фосфопротеїнів. 
Задіяний у такому біологічному процесі, як альтернативний сплайсинг. 
Білок має сайт для зв'язування з іонами металів, іоном магнію. 
Локалізований у мітохондрії.